# Stellingen van Sylow
In de groepentheorie, een onderdeel van de wiskunde, geven de stellingen van Sylow informatie over bepaalde ondergroepen van eindige groepen. De stellingen zijn naar Sylow genoemd, een wiskundige uit Noorwegen. Het zijn drie stellingen.
Neem een eindige groep {\displaystyle G} en een priemgetal {\displaystyle p}. We noemen een {\displaystyle p}-ondergroep van {\displaystyle G} iedere ondergroep van {\displaystyle G} waarvan de orde een macht is van {\displaystyle p}. Een {\displaystyle p}-ondergroep van {\displaystyle G} is een {\displaystyle p}-ondergroep, zodat er geen grotere ondergroep van {\displaystyle G} is, ongelijk aan {\displaystyle G}, die ook nog een {\displaystyle p}-ondergroep is van {\displaystyle G}.
Als de orde van {\displaystyle G} niet door een bepaald priemgetal {\displaystyle p} kan worden gedeeld, volgt uit de stelling van Lagrange dat {\displaystyle G} geen {\displaystyle p}-ondergroepen kan hebben.
Als de orde van {\displaystyle G} wel door {\displaystyle p} kan worden gedeeld, geven de stellingen van Sylow informatie over de {\displaystyle p}-ondergroepen van {\displaystyle G}.
{\displaystyle p}-ondergroepen waarbij het priemgetal {\displaystyle p} niet specifiek is gegeven worden in het algemeen Sylow-ondergroepen genoemd. 

## Geschiedenis
Sylow publiceerde zijn drie stellingen in 1872 in een tien pagina lang artikel dat in de Mathematische Annalen verscheen. Cauchy had toen al bewezen dat een groep, waarvan de orde door een priemgetal {\displaystyle p} kan worden gedeeld, ook altijd een element van orde {\displaystyle p} heeft. Sylow bewees wat misschien wel een van de belangrijkste resultaten is in de theorie van de eindige groepen. Sylow gaf zelf tien jaar later ook het wiskundige bewijs voor zijn stellingen.

## Stellingen
Neem {\displaystyle G} en {\displaystyle p} zoals hierboven. Schrijf de orde van {\displaystyle G} als een product {\displaystyle rp^{m}} waarbij {\displaystyle m} en {\displaystyle r} natuurlijke getallen zijn en {\displaystyle r} niet door {\displaystyle p} kan worden gedeeld.
1. Bestaan – {\displaystyle G} heeft een {\displaystyle p}-ondergroep.
2. Conjugatie – De {\displaystyle p}-ondergroepen zijn aan elkaar geconjugeerd.
3. Aantal – Noem {\displaystyle n} het aantal {\displaystyle p}-ondergroepen van {\displaystyle G}. Dan kan {\displaystyle r} kan door {\displaystyle n} worden gedeeld en is {\displaystyle n} congruent aan {\displaystyle 1{\pmod {p}}}.

### Opmerkingen
- Er bestaan dus {\displaystyle p}-ondergroepen en ze zijn  alle isomorf. Hun orde is in dit geval {\displaystyle p^{m}}.
- Een {\displaystyle p}-ondergroep is een normaaldeler dan en slechts dan als het de enige {\displaystyle p}-ondergroep is van {\displaystyle G}.
- Er bestaan elementen volgens de stelling van Cauchy met orde {\displaystyle p}. Het bestaan van {\displaystyle p}-ondergroepen is een sterker resultaat.

## Toepassingen
De stellingen kunnen worden gebruikt om informatie over de structuur van een eindige groep te verkrijgen. Bijvoorbeeld,
- Er bestaat precies een groep van orde 15, namelijk de cyclische groep {\displaystyle {\mathcal {C}}_{15}}van die orde. Dit kan als volgt worden nagegaan. Zij {\displaystyle G} een groep van orde 15. {\displaystyle G} kan volgens de stelling van Lagrange alleen ondergroepen van 3 en 5 hebben. De triviale groep en {\displaystyle G} zelf worden niet meegeteld. {\displaystyle G} heeft volgens de eerste stelling van Sylow een unieke 3-ondergroep en een unieke 5-ondergroep. Deze ondergroepen zijn normaaldelers. Omdat hun ordes relatief priem zijn, moet {\displaystyle G} de directe som van deze cyclische groepen zijn.

- Een groep van orde {\displaystyle 2\times 3^{4}} is nooit enkelvoudig. Een 3-ondergroep is een echte ondergroep en is uniek, dus ook een normaaldeler, waarmee de stelling is bewezen. Noem {\displaystyle n^{3}} het aantal 3-ondergroepen. 2 kan door {\displaystyle n^{3}} worden gedeeld en {\displaystyle n^{3}} is congruent aan 1 modulo 3. De enige oplossing hiervoor is dat {\displaystyle n^{3}=1}.